# Arctotis
Arctotis là một chi thực vật có hoa trong họ Cúc (Asteraceae).

## Loài
Chi Arctotis gồm các loài:
- Arctotis acaulis L.
- Arctotis acuminata K.Lewin
- Arctotis adpressa DC.
- Arctotis aenea J.Jacq.
- Arctotis amplexicans Less.
- Arctotis amplexicaulis Less.
- Arctotis angustifolia L.
- Arctotis arctotoides (L.f.) O.Hoffm.
- Arctotis argentea Thunb.
- Arctotis aspera L.
- Arctotis auriculata Jacq.
- Arctotis bellidiastrum (S.Moore) Lewin
- Arctotis bellidifolia P.J.Bergius
- Arctotis bolusii (S.Moore) Lewin
- Arctotis campanulata DC.
- Arctotis candida Thunb.
- Arctotis caudata K.Lewin
- Arctotis crispata Hutch.
- Arctotis cuneata DC.
- Arctotis cuprea Jacq.
- Arctotis debensis R.J.Mckenzie
- Arctotis decurrens Jacq.
- Arctotis diffusa Thunb.
- Arctotis discolor (Less.) Beauverd
- Arctotis dregei Turcz.
- Arctotis elongata Thunb.
- Arctotis erosa (Harv.) Beauverd
- Arctotis fastuosa Jacq
- Arctotis flaccida Jacq.
- Arctotis fosteri N.E.Br.
- Arctotis frutescens Norl.
- Arctotis gigantea A.Rich.
- Arctotis gowerae E.Phillips
- Arctotis graminea K.Lewin
- Arctotis gumbletonii Hook.f.
- Arctotis hirsuta (Harv.) Beauverd
- Arctotis hispidula (Less.) Beauverd
- Arctotis incisa Thunb.
- Arctotis laciniata Lam.
- Arctotis laevis Thunb.
- Arctotis lanceolata Harv.
- Arctotis leiocarpa Harv.
- Arctotis leptorhiza DC.
- Arctotis leucanthemoides Jacq.
- Arctotis linearis Thunb.
- Arctotis macrosperma (DC.) Beauverd
- Arctotis microcephala (DC.) Beauverd
- Arctotis perfoliata (Less.) Beauverd
- Arctotis petiolata Thunb.
- Arctotis pinnatifida Thunb.
- Arctotis pusilla DC.
- Arctotis reptans Jacq.
- Arctotis revoluta Jacq.
- Arctotis rotundifolia K.Lewin
- Arctotis schlechteri K.Lewin
- Arctotis schraderi (DC.) Beauverd
- Arctotis semipapposa (DC.) Beauverd
- Arctotis serpens (S.Moore) Lewin
- Arctotis sessilifolia K.Lewin
- Arctotis setosa K.Lewin
- Arctotis stoechadifolia P.J.Bergius
- Arctotis suffruticosa K.Lewin
- Arctotis sulcocarpa K.Lewin
- Arctotis tricolor Jacq.
- Arctotis undulata Jacq.
- Arctotis venidioides DC.
- Arctotis venusta Norl.
- Arctotis virgata Jacq.